# Raquel escondiendo los ídolos domésticos
Raquel escondiendo los ídolos domésticos es un fresco ejecutado por el pintor rococó italiano Giovanni Battista Tiepolo. Data de los años 1726-1728 y mide, aproximadamente, 5 metros de alto por 4 de ancho. Se conserva en el lugar de ejecución, el Palazzo Arcivescovile de Údine, esto es, el Palacio Arzobispal de Údine, Italia.
Giovanni Battista Tiepolo pintó los frescos del Palacio Arzobispal de Údine con temas del Antiguo Testamento. Entre ellos se encuentra este episodio, narrado en el Génesis, . Raquel y Lía eran dos hijas de Labán. Jacob se casó con las dos y consiguió huir de Labán, que lo había engañado, llevándose consigo a sus hijos y sus mujeres sobre los camellos. Raquel hurtó los ídolos domésticos de su padre. Cuando Labán lo supo, salió tras ellos, alcanzándolos en el monte de Galaad. Labán les pregunta por qué le quitaron los ídolos, pero Jacob no sabía que Raquel los había hurtado y lo niega. Labán busca por todos lados, pero no encuentra los ídolos, pues Raquel los había escondido en una albarda de un camello, y se sentó sobre ellos, negándose a levantarse en presencia de su padre.
Tiépolo representa el momento en el que Labán, representado como un anciano, se dirige a su hija Raquel, que se encuentra sentada sobre la albarda de camello debajo de la cual están sus ídolos. Raquel es el centro de la composición. A un lado, delante de un cortinón a modo de tienda, se ve a Lía, la otra esposa de Jacob, con un ánfora en el brazo. Detrás se ve a una pareja descansando, a camellos y camelleros. Y a la izquierda se ha representado a un grupo con un pastor, una sierva, los niños y el ganado. Este grupo simboliza la meta de los fugitivos en la sencilla vida pastoril.